# Петров, Владилен Васильевич
Владилен Васильевич Петров (род. 13 марта 1935, Владимирская область) — доктор технических наук, профессор, академик Российской академии архитектуры и строительных наук (РААСН), Заслуженный деятель науки Российской Федерации, Почётный строитель РФ, основатель и почётный профессор Института развития бизнеса и стратегий Саратовского государственного технического университета имени Ю. А. Гагарина (ИРБиС СГТУ).

## Биография
В 1957 году окончил Московский инженерно-строительный институт. Занимался в студенческом научном кружке при кафедре «Строительная механика». Тематика исследований — применение вариационного метода В. З. Власова сведения двумерных задач к одномерным к расчёту трапециевидных пластинок и пирамидального бункера. 
Член-корреспондент АН СССР Василий  Захарович Власов стал научным руководителем аспиранта В. В. Петрова. В. З. Власов предложил своему ученику на выбор два направления исследований: совершенствовать методы расчёта оболочек в традиционной линейной постановке либо попробовать свои силы в мало изученной в то время области — в исследовании нелинейных задач теории тонкостенных оболочек. Предпочтение было отдано нелинейным задачам.  
В 1961 году В. В. Петров окончил аспирантуру, защитил кандидатскую диссертацию .
После защиты кандидатской диссертации в Московском авиационном институте В. В. Петров был распределён для работы в Саратовский политехнический институт — своё единственное место работы.
С 1961 г. работает в Саратовском политехническом институте: с 1969 г. — заведующий кафедрой «Строительная механика и теория упругости» (впоследствии — кафедра «Механика деформируемого твёрдого тела»); в 1976—1988 гг. — проректор по научной работе, в 1988—1998 гг. — ректор. В эти годы институт получил статус университета. 
С 2012 г. — заведующий кафедрой «Теория сооружений и строительные конструкции».
В 1990 г. по его инициативе создана межфакультетская бизнес-школа, которая в 1994 г. преобразована в Высшую школу бизнеса СГТУ и стала полноправным членом Российской ассоциации бизнес-образования; в настоящее время — Институт развития бизнеса и стратегий Саратовского государственного технического университета (ИРБиС СГТУ).
В 1996 г. впервые в Поволжье запустил программу подготовки слушателей по программе «Мастер делового администрирования» (МВА).

### Научная деятельность
В 1970 г. защитил докторскую диссертацию.
Область научных интересов — нелинейная механика твёрдого деформируемого тела (создание методов расчёта тонкостенных пространственных систем с учётом геометрической и физической нелинейности и агрессивной внешней среды):
- развивает инкрементальные методы линеаризации уравнений нелинейной механики;
- с 1980 г. разрабатывает теорию наведённой неоднородности (создание феноменологических моделей взаимодействия конструкций с агрессивной коррозионной средой, вызывающей нарушения внутренних связей в материале конструкции), которая позволяет определить долговечность и запас устойчивости конструкций при накоплении в них повреждений, вызванных воздействием агрессивных сред.

#### Научное руководство
Подготовил 12 докторов и 64 кандидата наук.
Кандидатские диссертации :
- В.А. Крысько. Применение вариационного метода В. З. Власова к исследованию напряженного и деформированного состояния гибких изотропных и ортотропных пластинок. Саратов, 1967.
- И. В. Неверов. Решение нелинейных задач теории пологих оболочек на основе вариационного метода В. З. Власова. Саратов, 1967.
- В. Н. Филатов. Исследование поведения гибких пластин в температурном поле при учете зависимости модуля упругости и коэффициента теплового расширения материала от температуры. Саратов, 1970.
- В. В. Карпов. Модификации метода последовательных нагружений и их применение к расчету гибких пластин и оболочек на действие нагрузки и температурного поля. Саратов, 1973.
- Л. Ф. Парфенова. Динамический расчет двухпоясных систем. Саратов, 1973.
- И. Г. Овчинников. Вопросы расчета цилиндрических оболочек из нелинейно-упругого материала. Саратов,1974.
- Л. В. Яковлева. Исследование напряженно-деформированного состояния гибких пластинок при действии произвольной поперечной нагрузки. Саратов, 1975.
- В. В. Неверов. Решение задач упруго-пластического изгиба пластин и пологих оболочек на основе метода пересчёта жёсткостных характеристик и метода вариационных итераций. Саратов, 1975.
- В. И. Будынков. Разностно-вариационные методы расчёта регулярных и квазирегулярных стержневых систем типа пластин и плоских рам. Саратов, 1979.
- В. К. Иноземцев. Некоторые вопросы прочности и устойчивости двухслойных пологих оболочек. Саратов, 1980.
- В. В. Кузнецов. Использование метода возмущения области интегрирования при решении нелинейных краевых задач теории гибких пластин и оболочек. Саратов, 1982
- Н. Ф. Синева. Устойчивость форм равновесия гибких пологих оболочек с низкой сдвиговой жесткостью. Саратов, 1982.
- В. А. Перекрестов. Расчет долговечности конструктивных элементов при воздействии агрессивных сред. Саратов, 1985.
- Т. Д. Побежимова. Упругопластическое деформирование пластин и пологих оболочек при переменном нагружении. Саратов, 1987.
- О. Н. Околеснова. Применение метода возмущения области интегрирования в связанных задачах гидроупругости стержневых систем. Саратов, 1990.
- Р. В. Атоян. Расчёт замкнутых цилиндрических оболочек с наведённой переменностью толщины, работающих в условиях грунтовой коррозии. Саратов, 1997.
- О. В. Пенина. Расчёт долговечности нелинейно-упругих пластинок, изгибаемых в агрессивных средах. Саратов, 2009.
- П. В. Селяев. Расчёт долговечности призматических оболочек с учётом воздействия агрессивной среды. Орёл, 2009.

Под научным руководством и научном консультировании Петрова В. В. также защитили кандидатские диссертации : А.А. Гильман, Е. Н. Деревянкина, И. В. Кривошеин, А. Ф. Макеев, О. Р. Кузнецов, П. К. Семёнов, С. М. Шашков, А. Ю. Салихов,  Г. А. Гончарова, Е. В. Паксютова, Г. Р. Коперник, Ю. А. Мамтеев, И. А. Сабитов, В. М. Кожеватова, И. П. Кубасова, О. А. Торопова, О. А. Мягкова,  А. М. Титова, А. Н. Рогов, А. Г. Маркушин, Г. А. Питерцева, Д. К. Андрейченко, Е. А. Петрунина, И. Р. Садыхов, Е. Б. Гарбуз, А. А. Землянский, Т. С. Хучраева, Н. А. Косян, Е. А. Козырева, А. Г. Федорова, Г. В. Паницкова, Н. А. Страшнова, Е. Д. Волжнов, К. П. Семёнов, Т. В. Магалян, П. Ф. Недорезов, Н. В. Северюхин, О. В. Канаева, Л. В. Гончарова, А. В. Рассада, В. Э. Фролов, С. И. Никишов.
Петров В. В. являлся научным консультантом докторских диссертаций, утверждённых ВАК : 
- В. А. Крысько. Нелинейная статика и динамика неоднородных пологих оболочек прямоугольных в плане. Москва, 1978.

- В. В. Неверов. Вариационный метод суперитерации в технической теории сложного нагружения пластин и оболочек. Ленинград, 1987.

- В. В. Карпов. Статика и динамика пластин и пологих оболочек дискретно-переменной толщины при конечных прогибах. Ленинград, 1988.

- И. Г. Овчинников. Расчетные модели и методы расчёта элементов конструкций, работающих при воздействии агрессивных сред. Москва, 1988.

- В. В. Кузнецов. Метод параметризации граничных условий в краевых задачах нелинейной механики деформируемых сред. Ленинград, 1990.

- В. К. Иноземцев. Прочность и устойчивость пластин и оболочек из нелинейно-деформируемого материала с наведенной неоднородностью физико-механических свойств. Москва, 1991.

- Е. Н. Артамонова (Деревянкина). Долговечность пластин и оболочек из нелинейного вязкоупругого материала с учётом деградации его физико-механических свойств. Саратов, 1996.

- Н. Ф. Синева. Инкрементальная теория наведенной неоднородности и её приложения к проблеме устойчивости пластин и оболочек при деградации свойств материала. Саратов, 1996.

- В. Н. Кузнецов. Метод последовательного возмущения параметров в приложении к расчёту динамической устойчивости тонкостенных оболочечных конструкций. Саратов, 2000.

- В. Н. Филатов. Термоупругость пластин и пологих оболочек переменной толщины при конечных прогибах. Саратов, 2001.

- Д. К. Андрейченко. Математическое моделирование дискретно-континуальных механических систем. Саратов, 2001.

- А. А. Землянский. Принципы конструирования и экспериментально-теоретические исследования крупногабаритных резервуаров. Саратов, 2005.

### Публикации
Автор более 200 научных работ по нелинейной механике, в том числе 6 монографий, и 15 учебных пособий по различным разделам менеджмента.

## Награды
- Орден «Знак Почёта» (1980)
- Орден Дружбы (1995)
- Медаль «За доблестный труд. В ознаменование 100-летия со дня рождения Владимира Ильича Ленина» (1970)
- Медаль «Ветеран труда» (1990)
- Заслуженный деятель науки и техники РСФСР (1985)
- Почётный работник высшего образования России (1997)
- Звание «Человек года» (Саратов, 1993)
- Почётный строитель России (2002)
- Медаль ВООПИК «За заслуги в сохранении наследия Отечества» (2010)[3]
- Медаль «За заслуги в предпринимательстве» (2011)
- Медали ВДНХ
- Нагрудный знак ВООПИиК «За активную работу в обществе» (2000, 2 шт.)